# Vissarion Belinsky

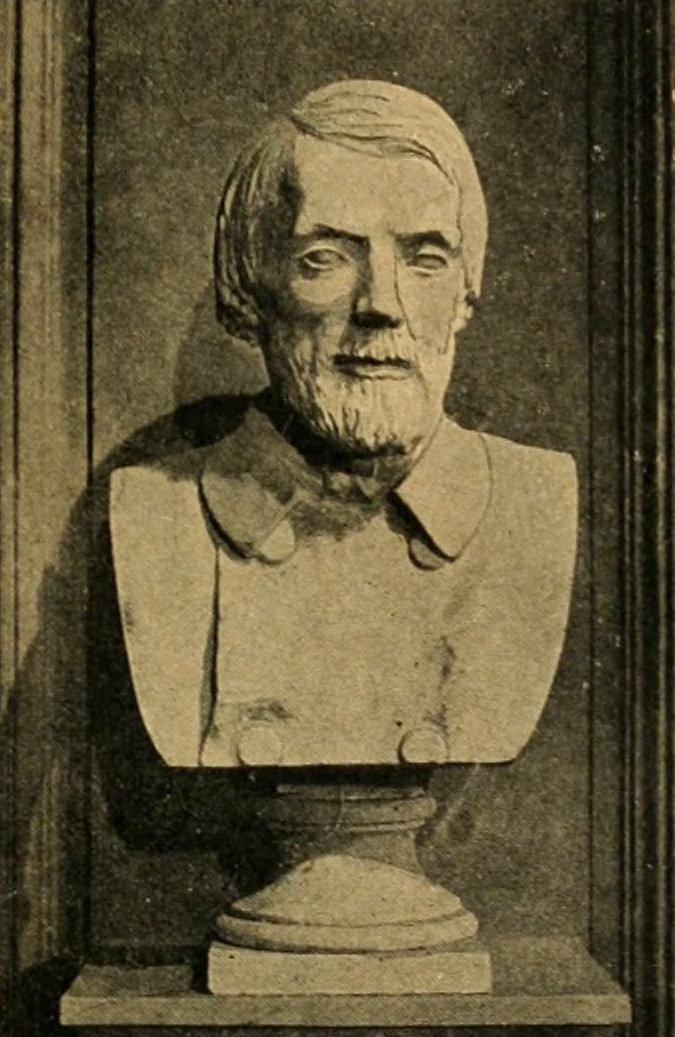
Tượng bán thân Belinsky.

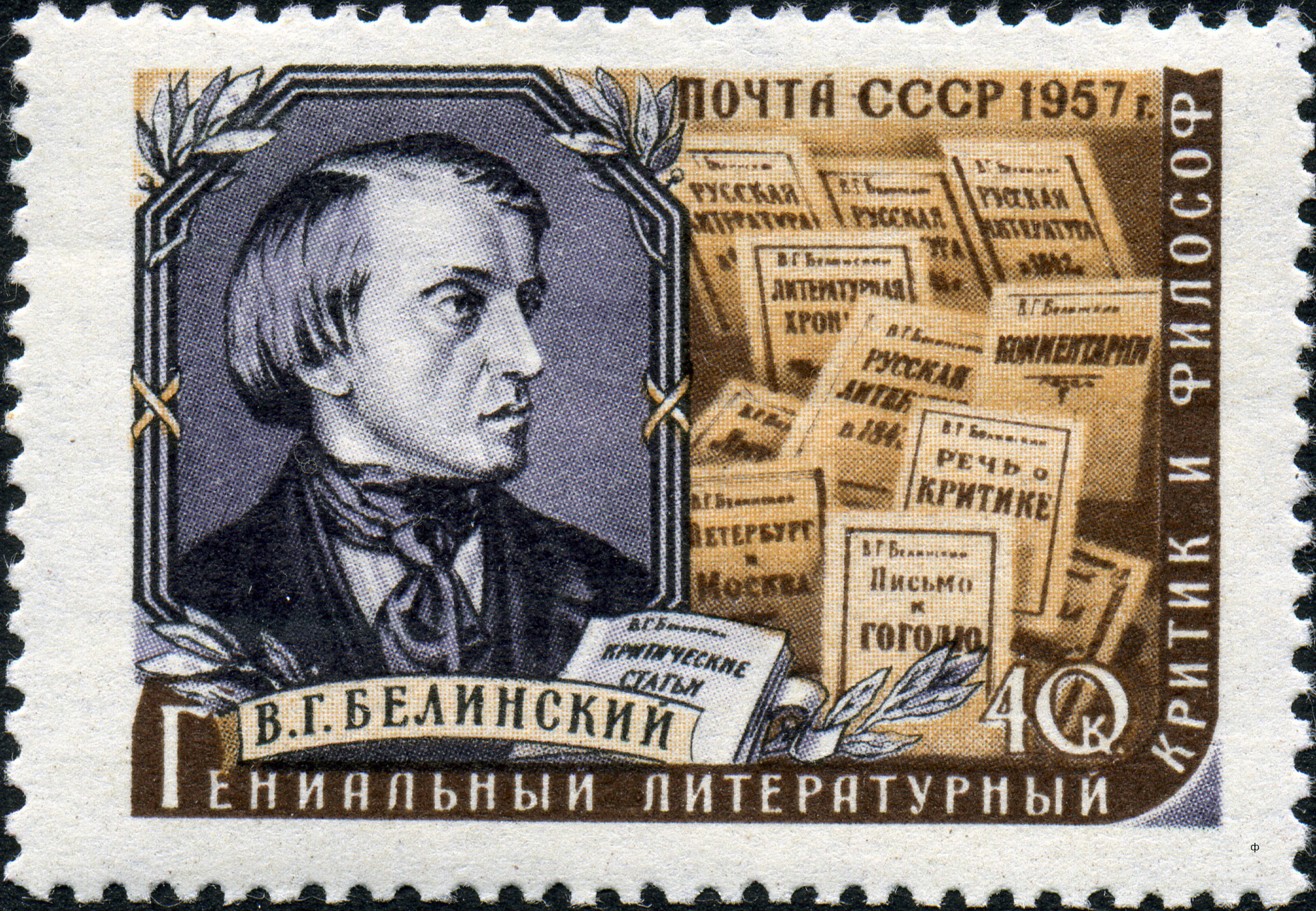
Một con tem năm 1957 của Liên Xô in hình Vissarion Belinsky.

Vissarion Grigoryevich Belinsky (tiếng Nga: tiếng Nga: Виссарио́н Григо́рьевич Бели́нский, IPA: [vʲɪsərʲɪˈon grʲɪˈgorʲjɪvʲɪtɕ bʲɪˈlʲinskʲɪj]; 11 tháng 6 năm 1811 – 7 tháng 6 năm 1848) là một nhà phê bình văn học Nga hàng đầu của phong trào Âu hóa thể kỉ 19. Ông giao du với Alexander Herzen, Mikhail Bakunin, và các trí thức phê phán khác. Belinsky đóng một vai trò quan trọng trong sự nghiệp của nhà thơ và nhà xuất bản Nikolay Nekrasov cùng tạp chí đại chúng Sovremennik của ông.